# 北海道開発局
北海道開発局（ほっかいどうかいはつきょく、英語: Hokkaido Regional Development Bureau ）は、国土交通省の地方支分部局で、北海道内における河川、道路、港湾、空港、農業、漁港などの国直轄事業、都市計画、住宅、建設産業に関する行政、官庁営繕などを担っている。

## 概要
国土交通省所管の業務（地方整備局に相当）と併せて、農林水産省所管である農業・灌漑排水などの農業土木業務（地方農政局に相当）を総合的に計画・実施している点に特色がある。

## 所在地
北海道札幌市北区北8条西2丁目（札幌第1合同庁舎）

## 沿革
1951年に北海道開発庁の地方支分部局として設置され、2001年の中央省庁再編により国土交通省の地方支分部局となった（設置の経緯は北海道開発庁の項を参照）。

## 本局の組織

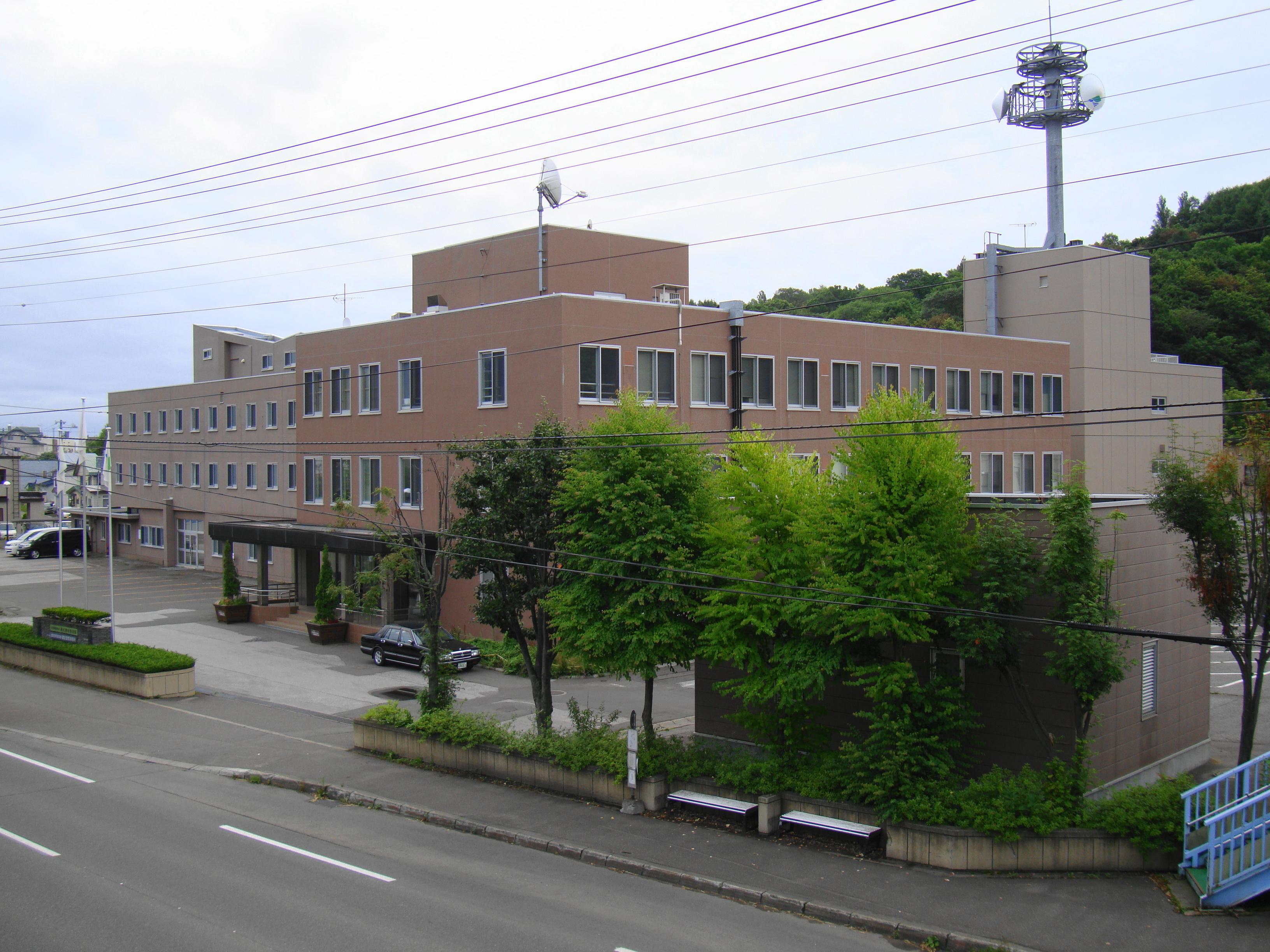
網走開発建設部

- 局長
- 局次長
- 首席監察官
  - 入札契約監察官
  - 監察官×2
  - 監査官
- 開発監理部
  - 次長×2（総務担当、計画担当）
    - 総務課
    - 人事課
    - 会計課
    - 職員課
    - 用地課
    - 開発計画課
    - 開発調整課
    - 開発調査課
    - 開発環境課
      - 広報室
      - 職員研修室
      - 情報管理室
- 事業振興部
  - 調整官×2
    - 都市住宅課
    - 工事管理課
    - 技術管理課
    - 防災課
    - 機械課
    - 建設産業課
- 建設部
  - 調整官
    - 建設行政課
    - 河川計画課
    - 河川工事課
    - 河川管理課
    - 道路計画課
    - 道路建設課
    - 道路維持課
    - 地方整備課
- 港湾空港部
  - 港湾計画課
  - 港湾建設課
  - 港湾行政課
  - 空港課
- 農業水産部
  - 調整官
    - 農業計画課
    - 農業調査課
    - 農業設計課
    - 農業整備課
    - 農業振興課
    - 水産課
- 営繕部
  - 営繕管理課
  - 営繕計画課
  - 営繕調整課
  - 営繕整備課
  - 技術・評価課
    - 保全指導・監督室

  - 営繕品質調査官

- 札幌開発建設部
- 函館開発建設部
- 小樽開発建設部
- 旭川開発建設部
- 室蘭開発建設部
- 釧路開発建設部
- 帯広開発建設部
- 網走開発建設部
- 留萌開発建設部
- 稚内開発建設部

## 廃止された組織
- 石狩川開発建設部 - 2010年4月1日付けで札幌開発建設部と統合した。

## 関連する組織
- 独立行政法人土木研究所寒地土木研究所